# Sd.Kfz. 11
Lo Sd.Kfz. 11 era un semicingolato da trasporto dell'esercito tedesco della capacità di 3 tonnellate di carico.
Fu anche uno dei primi veicoli di questo tipo ad entrare in servizio (1934). Veniva prodotto dalla Hansa-Lloyd e dalla Goliath, che si fusero poi nella Borgward AG. Il veicolo venne in seguito prodotto anche dalla Hanomag di Hannover e dalla Horch.
Considerato un veicolo da traino di artiglierie medie e leggere, con una specifica attitudine per gli obici leFH 18 da 105 mm dell'esercito, venne usato poi come vettore per cannoni da 75 mm PaK 40 controcarro, sempre con pesi massimi di circa 1.500 kg. La Luftwaffe lo usò nel ruolo di trattore stradale per cannoni Flak 36 da 37 mm, ma il ruolo più impressionante era quello di vettore per i lanciarazzi Nebelwerfer, impiegato sia in versione lanciarazzi che per il rifornimento. Erano disponibili anche modelli per la creazione di cortine nebbiogene e per la decontaminazione chimica, ma né l'uno né l'altro trovarono molto impiego.
Alla fine della guerra erano in produzione, dopo 11 anni, presso l'Auto-Union di Chemnitz, e siccome potevano svolgere gli stessi ruoli del Sd.Kfz. 6, questi ultimi più costosi, vennero posti fuori produzione. Al semicingolato vennero addirittura assegnate armi da trainare come il Pak 43 da 88/71 mm controcarro, che pesava ben 3.600 kg, naturalmente con i serventi, fino ad otto uomini.